# Горно Шимширли
Горно Шимширли (на гръцки: Άνω Πυξάρι, Ано Пиксари, до 1927 година Άνω Σιμσιρλή, Ано Симсирли) е село в Република Гърция, разположено на територията на дем Бук (Паранести), област Източна Македония и Тракия.

## География
Селото е разположено на 300 m надморска височина, източно от Драма по главния път за Ксанти.

## История
В края на XIX век Горно Шимширли е турско село в Драмска кааза на Османската империя. След Междусъюзническата война остава в Гърция.
След Първата световна война населението на Горно Шимширли е изселено в Турция, а в селото са настанени 25 семейства гърци бежанци. През 1927 година името на селото е сменено на Ано Пиксари. Към 1928 година селото е изцяло бежанско с 53 семейства и общо 236 души.
Населението произвежда тютюн, жито и се занимава частично и със скотовъдство.
| Година    | 1913 | 1920 | 1928 | 1940 | 1951 | 1961 | 1971 | 1981 | 1991 | 2001 | 2011 | 2021 |
| --------- | ---- | ---- | ---- | ---- | ---- | ---- | ---- | ---- | ---- | ---- | ---- | ---- |
| Население | 78   | 135  | 87   | 85   | 64   | 139  | 63   | 25   | 34   | 41   | 20   | 18   |